# Arquillos
Arquillos là một đô thị trong tỉnh Jaén, Tây Ban Nha. Theo điều tra dân số 2006 (INE), đô thị này có dân số là 1985 người.
38°11′B 3°25′T / 38,183°B 3,417°T